# Arthur Brooke (Schriftsteller)
Arthur Brooke, auch Arthur Broke, (* unbekannt; † 19. März 1563 auf See) war ein englischer Dramatiker und Übersetzer.

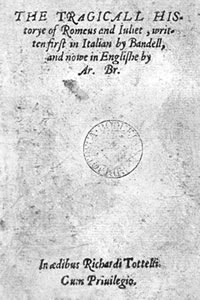
Das Titelblatt der ersten Auflage von Arthur Brookes „Romeus and Juliet“ von 1562.

Brookes 1562 erstmals veröffentlichte Verserzählung „The Tragicall Historye of Romeus and Juliet“ diente mit großer Wahrscheinlichkeit William Shakespeare als Quelle für Romeo und Julia. Brookes Erzählung selbst hat Vorbilder, unter anderem die 1559 erschienene Erzählung des französischen Dichters Pierre Boaistuau mit dem Titel „Rhomeo et Julietta“ und vermutlich Novellen von Matteo Bandello von 1554 und Luigi da Porto von 1530, die ebenfalls von den tragisch Verliebten „Giulietta e Romeo“ handelten.